# 甲州三嶌越
「甲州三嶌越」（こうしゅうみしまごえ）は、葛飾北斎の名所浮世絵揃物『冨嶽三十六景』全46図中の1図。落款は「前北斎為一笔」とある。

## 概要
本作品は山梨県富士吉田市から静岡県御殿場市を経由し、三島市に抜ける道中の難所、籠坂峠付近の山道から見える富士山を描いたものと考えられている。画面中央に背の高い巨木を屹立させ、周囲には旅人たちが集まっている様子が描かれており、遠くの富士山と対比させることで強烈な遠近感を表現している。裾野から湧き上がる雲や山頂の笠雲も独特な表現で描かれており、本作品の奇抜さを際立たせている。富士山の山頂部は濃い藍色で染め上げられ、裾野は墨の暈かし摺りの技法が用いられている。

クロード・モネ『アンティーブ岬』（愛媛県美術館所蔵）

しかしながら籠坂峠にこのような巨木が存在していたという記録は残されておらず、十返舎一九の『金草鞋』に登場する笹子峠の矢立ての杉などを参照し、創作したのではないかと指摘されており、北斎自身も『北斎漫画』七編のなかで「甲州　矢立ての杉」を描いている。
なお、本作品に登場する、手を取り合って幹を測る旅人は1805年ごろに石部宿を描いた『東海道五十三次』「石部」の中で登場している。また、フランスの印象派クロード・モネが描いた『アンティーブ岬』の構図は本作品を参照した可能性が指摘されており、しばしば対比展示が行われている。